# Tuoro sul Trasimeno
Tuoro sul Trasimeno es una localidad y comune italiana de la provincia de Perugia, región de Umbría, con 3.866 habitantes.

## Evolución demográfica
| Gráfica de evolución demográfica de Tuoro sul Trasimeno entre 1861 y 2001 |
|                                                                           |
| Fuente ISTAT - elaboración gráfica de Wikipedia                           |